# Mahóniodřišťál
Mahóniodřišťál (Mahoberberis) je rod rostlin patřící do čeledě dřišťálovité (Berberidaceae). Rostliny se podobají dřišťálům.

## Druhy
- Mahóniodřišťál bělostný (x Mahoberberis x aquicandidula)
- Mahóniodřišťál Sargentův (x Mahoberberis x aquisargentii)
- Mahóniodřišťál Miehtkeho (x Mahoberberis x miehtkeana)
- Mahóniodřišťál Neubertův (x Mahoberberis x neubertii)

## Použití
Mahóniodřišťály lze použít jako okrasné rostliny. Mají jen sbírkový význam.